# 11. Infanterie-Brigade (Deutsches Kaiserreich)
Die 11. Infanterie-Brigade war ein Großverband der Preußischen Armee.

## Geschichte
Die 11. Infanterie-Brigade wurde am 29. April 1852 in Brandenburg an der Havel neu aufgestellt, nachdem ihre Vorgängerin in 22. Infanterie-Brigade umbenannt worden war.
Sie war bis zum 7. März 1915 Teil der 6. Division mit Standort in Brandenburg, die dem III. Armee-Korps in Berlin zugeordnet war. Danach gehörte sie bis zum Kriegsende zur 56. Infanterie-Division und trug die Bezeichnung 112. Infanterie-Brigade.
1868 wurden die Landwehr-Bezirke neu geordnet und im Zuge dieser Maßnahme der Brigade die Landwehr-Einheiten 3. Brandenburgisches Landwehr-Regiment Nr. 20 mit Landwehr-Bataillon Potsdam und Landwehr-Bataillon Jüterbog, 7. Brandenburgisches Landwehr-Regiment Nr. 60 mit Landwehr-Bataillon Neustadt E.-W. und Landwehr-Bataillon Teltow und das Reserve-Landwehr-Bataillon (Berlin) Nr. 35 zugewiesen.

### Standorte
- 1852 bis 1859 Brandenburg
- 1859 bis 1893 Berlin
- 1893 bis 1919 Brandenburg

### Gliederung
- 1852 bis 1859

20. Infanterie-Regiment, 20. Landwehr-Regiment, 35. Infanterie-Regiment (3. Reserve-Regiment), Landwehr-Bataillon (Wriezen)
- 1860 bis 1862

3. Brandenburgisches Infanterie-Regiment Nr. 20, 7. Brandenburgisches Infanterie-Regimement Nr. 60, Brandenburgisches Landwehr-Regiment Nr. 20, Landwehr-Bataillon Wriezen Nr.35
- 1863 bis 1866

Brandenburgisches Füsilier-Regiment Nr. 35, 7. Brandenburgisches Infanterie-Regimement Nr. 60, 3. Brandenburgisches Landwehr-Regiment Nr. 20, Landwehr-Bataillon Wriezen Nr.35
- 1867

3. Brandenburgisches Infanterie-Regiment Nr. 20, 7. Brandenburgisches Infanterie-Regimement Nr. 60, Ein Regiment des Bundes-Kontingents, 3. Brandenburgisches Landwehr-Regiment Nr. 20, Landwehr-Bataillon Wriezen Nr.35
- 1868 bis 1885

3. Brandenburgisches Infanterie-Regiment Nr. 20, 7. Brandenburgisches Infanterie-Regiment Nr. 60, 3. Brandenburgisches Landwehr-Regiment Nr. 20, 7. Brandenburgisches Landwehr-Regiment Nr. 60, Reserve-Landwehr-Bataillon Berlin Nr. 35
- 1885 bis 1888

Wie vor, ohne Reserve-Landwehr-Bataillon 35
- 1889 bis 1914

Infanterie-Regiment Graf Tauentzien von Wittenberg (3. Brandenburgisches) Nr. 20, Füsilier-Regiment Prinz Heinrich von Preußen (Brandenburgisches) Nr. 35
- Kriegsgliederung bei Mobilmachung 1914

Wie vor, zusätzlich Stab und 3. Eskadron Husaren-Regiment „von Zieten“ (Brandenburgisches) Nr. 3
- Kriegsgliederung am 7. März 1915

Füsilier-Regiment Prinz Heinrich von Preußen (Brandenburgisches) Nr.35, 2. Nassauisches Infanterie-Regiment Nr. 88, Infanterie-Regiment „Prinz Carl“ (4. Großherzoglich Hessisches) Nr. 118, Radfahr-Kompanie 56, 4. Eskadron Braunschweigisches Husaren-Regiment Nr. 17
- Kriegsgliederung am 19. Oktober 1918

2. Nassauisches Infanterie-Regiment Nr.88, Infanterie-Regiment Prinz Carl (4. Großherzoglich Hessisches) Nr. 118, Hessisches Infanterie-Regiment Nr 186, 4. Eskadron Braunschweigisches Husaren-Regiment Nr. 17

### Deutsch-Dänischer Krieg 1864
Im Deutsch-Dänischen Krieg war die Brigade im Verband der 6. Division an den Kämpfen beteiligt, so auch an der Erstürmung der Düppeler Schanzen.

### Deutscher Krieg 1866
Im Krieg Preußens gegen das Kaisertum Österreich nahm die Brigade im Verband der 6. Division an den Schlachten bei Münchengrätz und Königgrätz sowie am 22. Juni 1866 am Gefecht bei Blumenau teil.

### Deutsch-Französischer Krieg 1870/1871
Im Deutsch-Französischen Krieg war die Brigade im Verband der 6. Division Mitte August 1970 im Vormarsch auf Toul und später an den Kämpfen bei Beaumont, Sedan sowie Soissons sowie an der Einschließung und Belagerung von Paris beteiligt.

### Erster Weltkrieg
Mit der Mobilmachung im August 1914 musste die Brigade das Brigade Ersatz Bataillon 11 aufstellen und kam im Verband der 6. Division  und später mit der 56. Infanterie-Division ausschließlich an der Westfront zum Einsatz.
Zu den Kampfhandlungen, Gefechten und Schlachten siehe Kampfgeschehen der 6. Division und 56. Infanterie-Division.

### Brigadekommandeure
| Name                                              | Datum                                                |
| ------------------------------------------------- | ---------------------------------------------------- |
| 11. Infanterie-Brigade                            |                                                      |
| Karl von Roehl                                    | 4. Mai 1852 bis 21. März 1853                        |
| Benno Hann von Weyhern                            | 22. März 1853 bis 3. April 1857                      |
| Ferdinand von Bialcke                             | 4. April 1857 bis 30. Juni 1860                      |
| Julius von Rieben                                 | 1. Juli 1860 bis 21. Juni 1861                       |
| Philipp Carl von Canstein                         | 22. Juni 1861 bis 24. Juni 1864                      |
| Hermann von Gersdorff                             | 25. Juni 1864 bis 29. Oktober 1866                   |
| Emil von Berger                                   | 30. Oktober 1866 bis 17. Juni 1869                   |
| Alexander von Kraatz-Koschlau                     | 18. Juni 1869 bis 17. Juli 1870                      |
| Louis von Rothmaler                               | 18. Juli 1870 bis 14. Oktober 1874                   |
| Oskar von Meerscheidt-Hüllessem                   | 15. Oktober 1874 bis 27. Oktober 1875                |
| Karl Friedrich Wilhelm Oskar Bogun von Wangenheim | 28. Oktober 1875 bis 10. Juni 1882                   |
| Hermann von Görne                                 | 11. Juni 1882 bis 14. Mai 1883                       |
| Joseph von Schoeler                               | 15. Mai 1883 bis 31. März 1886                       |
| Gneomar Ernst von Natzmer                         | 1. April 1886 bis 13. Mai 1887                       |
| Franz von Struensee                               | 14. Mai 1887 bis 31. Juli 1887                       |
| Hermann von Stülpnagel                            | 1. August 1887 bis 16. Juni 1889                     |
| Hugo von Oidtman                                  | 17. Juni 1889 bis 31. März 1890                      |
| Georg Kirchhof                                    | 1. April 1890 bis 16. Mai 1892                       |
| Hannibal zu Dohna                                 | 17. Mai 1892 bis 16. März 1894                       |
| Rudolf von Viebahn                                | 17. März 1894 bis 17. April 1896                     |
| Eduard Ahlemann                                   | 18. April 1896 bis 19. Juli 1897                     |
| Paul von Fragstein und Niemsdorff                 | 20. Juli 1897 bis 16. August 1900                    |
| Erich von Dresky                                  | 17. August 1900 bis 17. Oktober 1902                 |
| Ferdinand Waenker von Dankenschweil               | 18. Oktober 1902 bis 25. Februar 1907                |
| Eberhard von Claer                                | 26. Februar 1907 bis 11. April 1909                  |
| Karl Eduard Alexander von Trossel                 | 12. April 1909 bis 26. Januar 1913                   |
| Erich von Redern                                  | 27. Januar 1913 bis 26. Januar 1914                  |
| Georg von Wachter                                 | 27. Januar 1914 bis 24. Oktober 1914                 |
| Richard Schmundt                                  | 25. Oktober 1914 bis 7. März 1915                    |
| 112. Infanterie-Brigade                           |                                                      |
| Richard Schmundt                                  | 7. März 1915 bis 31. Oktober 1915                    |
| Richard von Diringshofen                          | 1. November 1915 bis 24. Februar 1918                |
| Oberst Fabarius                                   | 25. Februar 1918 bis 30. Mai 1918                    |
| Erich von Warburg                                 | 31. Mai 1918 bis Kriegsende                          |
| Georg Johow                                       | 23. Januar 1919 bis 25. April 1919 (Demobilisierung) |